# Billie's Bounce
Billie's Bounce è una composizione jazz scritta da Charlie Parker nell'anno 1945. L'originale registrazione di Charlie Parker, fu inserita nella Grammy Hall of Fame nel 2002.
Il brano è uno strumentale, in seguito, un testo è stato aggiunto da Jon Hendricks.

## Formazione
La registrazione originale figura la seguente formazione:
- Charlie Parker – sax contralto
- Miles Davis – tromba
- Dizzy Gillespie – piano (Gillespie suona anche la tromba in altre registrazioni di questa session)
- Curley Russell – basso
- Max Roach – batteria

## Reinterpretazioni
- Ben Webster and the Modern Jazz Quartet – 1953: An Exceptional Encounter (1953)
- Shelly Manne – The Three and the Two (1954)
- Stan Getz and J. J. Johnson – Stan Getz and J.J. Johnson at the Opera House (1957)
- Red Garland –
- Betty Roche – Singin' and Swingin' (1960)
- Ella Fitzgerald – Montreux '77 (1977)
- Johnny Griffin – Birds and Ballads (1978)
- Milcho Leviev and Dave Holland – Up & Down (1987)
- Oscar Peterson – Encore at the Blue Note (1990)
- Dizzy Gillespie – To Bird With Love (1992)
- David Murray – Saxmen (1993)
- Keith Jarrett – Tokyo '96 (1996)